# Szalay László (politikus)
Almási Szalay László (Beret, 1857. január 28. – Kassa, 1924. december 4.) főispán, 
kultuszminiszteri államtitkár, országgyűlési képviselő.

## Életpályája
A nemesi származású almási Szalay család sarja. Apja almási Szalay Antal (1822-1906) táblabiró, földbirtokos, anyja Szemere Erzsébet (1830-1880). Középiskoláit Miskolcon 1873-ban, a jogot Eperjesen 1875-ben végezte. 1878-ban ügyvédi vizsgát tett Budapesten és mint ügyvéd Kassán telepedett le és 1907-ig ott mint gyakorló ügyvéd működött. Buzgón részt vett a reformátusok egyházi ügyeiben, a tiszáninneni egyházkerület főjegyzője, az abaúj-torna megyei református egyházkerület tanácsbírája, az abaúj-torna megyei közigazgatási bizottság tagja, a pénzügyi szakosztály és erdészeti bizottság elnöke, a megyei jóléti bizottság alelnöke, az osztrák-magyar bank váltóbírálója; 1901-től 1907-ig a szikszói választókerületnek országgyűlési képviselője volt. Ez évben Abaúj-Torna vármegye és Kassa szabad királyi város főispánjává neveztetett ki. Vezetője volt a vármegye alkotmányos ellenállásának és ezen minőségben kifejtett munkásságát a vármegye közönsége a közgyűlés termében elhelyezett emléktáblán is megörökítette.
Főszerkesztője volt a Napló című kassai helyi lapnak 1906. március 15-től. Megyei és programbeszédeit a helyi lapok, országgyűlési beszédeit a Naplók közölték.